# Suture intermaxillaire
La suture intermaxillaire est la suture crânienne qui relie les bords médiaux des processus palatins des maxillaires.